# رهمانية لزجة
رِهمانيَة لزجة هي واحدة من 50 نوعًا من الأعشاب الأساسية المستخدمة في الطب الصيني التقليدي وهي نوع من جنس رهمانية.